# ماکسیم پوتوین
ماکسیم پوتوین (انگلیسی: Maxime Potvin؛ متولد ۳ اوت ۱۹۸۷) یک تواندوکار کانادایی است. وی دارنده مدال نقره مسابقات قهرمانی جهان است. در سال ۲۰۱۵، او به تیم ملی کانادا دعوت شد و در مسابقات پان امریکن ۲۰۱۵ که در تورنتو برگزار شد، مدال نقره را دریافت کرد.